# Kenedy (football)
Robert Kenedy Nunes do Nascimento, plus connu comme Kenedy, né le 8 février 1996 à Santa Rita do Sapucaí (État de Minas Gerais, Brésil), est un footballeur brésilien qui joue au poste de milieu gauche ou d'arrière gauche au Real Valladolid.

## Carrière

### Fluminense FC
Kenedy commence sa carrière junior au Brésil, a Fluminense. Il joue son premier match professionnel le 28 juin 2013 lors d'un match de Série A Brésilienne face à Gremio (défaite 2-0). Lors de sa première saison pro, il se fait connaitre grâce à ses gestes techniques et sa vivacité qui rappellent ceux de Neymar.
Le 24 mai 2014, il marque son premier but professionnel lors d'un match de Série A brésilienne face à l'Esporte Clube Bahia (victoire 1-0). En septembre 2014, il marque son second but en Série A brésilienne avec Fluminense face à Cruzeiro.
Lors de l'été 2015, il attire l'attention de plusieurs poids lourds européens comme Chelsea ou Manchester United,.

### Chelsea FC
Le 22 août 2015, il s'engage à Chelsea pour un montant de 10 millions d'euros. Il fait ses débuts avec Chelsea lors d'un match de Premier League face à Crystal Palace. Il entre à la 68' minute de jeu en remplaçant César Azpilicueta.
Kenedy marque son premier but avec Chelsea à l'occasion d'un match de League Cup face à Walsall (victoire 1-4). Il délivre également une passe décisive à son coéquipier Ramires.

### Newcastle United
Le 12 juillet 2018, il est de nouveau prêté pour une saison au Newcastle United.

### Getafe CF
Kenedy est prêté au Getafe CF le 2 septembre 2019.

### En équipe nationale
Kenedy est convoqué pour jouer le Championnat sud-américain des moins de 17 ans de 2013. Il marque alors six buts et le Brésil termine à la troisième place, ce qui permet à l'équipe de se qualifier pour la Coupe du monde des moins de 17 ans qui se dispute la même année. Kenedy fait partie de l'effectif qui joue cette Coupe du monde. Il joue cinq matchs lors de cette compétition, le Brésil étant éliminé en quarts de finale par le Mexique.
Kenedy dispute ensuite le Championnat sud-américain des moins de 20 ans en 2015. Lors de la compétition, il inscrit un but contre le Venezuela.

## Statistiques

### En club
| Saison                | Club                    | Championnat           | Championnat | Championnat | Championnat | Coupe nationale | Coupe nationale | Coupe nationale | Coupe de la Ligue | Coupe de la Ligue | Coupe de la Ligue | Supercoupe | Supercoupe | Supercoupe | Compétition(s) continentale(s) | Compétition(s) continentale(s) | Compétition(s) continentale(s) | Compétition(s) continentale(s) | Ligue régional | Ligue régional | Ligue régional | Total | Total | Total |
| Saison                | Club                    | Division              | M.          | B.          | P.d.        | M.              | B.              | P.d.            | M.                | B.                | P.d.              | M.         | B.         | P.d.       | Comp.                          | M.                             | B.                             | P.d.                           | M.             | B.             | P.d.           | M.    | B.    | P.d.  |
| 2013                  | Fluminense FC           | Série A               | 9           | 0           | 2           | -               | -               | -               | -                 | -                 | -                 | -          | -          | -          | -                              | -                              | -                              | -                              | -              | -              | -              | 9     | 0     | 2     |
| 2014                  | Fluminense FC           | Série A               | 20          | 2           | 1           | 1               | 0               | -               | -                 | -                 | -                 | -          | -          | -          | CS                             | 1                              | 0                              | -                              | -              | -              | -              | 22    | 2     | 1     |
| 2015                  | Fluminense FC           | Série A               | 1           | 0           | 0           | -               | -               | -               | -                 | -                 | -                 | -          | -          | -          | -                              | -                              | -                              | -                              | 10             | 3              | -              | 11    | 3     | 0     |
| Sous-total            | Sous-total              | Sous-total            | 30          | 2           | 3           | 1               | 0               | -               | -                 | -                 | -                 | -          | -          | -          | -                              | 1                              | 0                              | -                              | 10             | 3              | -              | 42    | 5     | 3     |
| 2015-2016             | Chelsea FC              | PL                    | 14          | 1           | 0           | 2               | 0               | 0               | 2                 | 1                 | 1                 | -          | -          | -          | C1                             | 2                              | 0                              | 0                              | -              | -              | -              | 20    | 2     | 1     |
| 2016-2017             | Chelsea FC              | PL                    | 1           | 0           | 0           | 1               | 0               | 0               | -                 | -                 | -                 | -          | -          | -          | -                              | -                              | -                              | -                              | -              | -              | -              | 2     | 0     | 0     |
| 2017-2018             | Chelsea FC              | PL                    | -           | -           | -           | 2               | 0               | 1               | 3                 | 1                 | 0                 | -          | -          | -          | C1                             | -                              | -                              | -                              | -              | -              | -              | 5     | 1     | 1     |
| 2021-2022             | Chelsea FC              | PL                    | 1           | 0           | 1           | 2               | 0               | 0               | -                 | -                 | -                 | -          | -          | -          | C1                             | -                              | -                              | -                              | -              | -              | -              | 3     | 0     | 1     |
| Sous-total            | Sous-total              | Sous-total            | 16          | 1           | 1           | 7               | 0               | 1               | 5                 | 2                 | 1                 | -          | -          | -          | -                              | 2                              | 0                              | 0                              | -              | -              | -              | 30    | 3     | 3     |
| 2016-2017             | Watford FC (prêt)       | PL                    | 1           | 0           | 0           | 0               | 0               | 0               | -                 | -                 | -                 | -          | -          | -          | -                              | -                              | -                              | -                              | -              | -              | -              | 1     | 0     | 0     |
| Sous-total            | Sous-total              | Sous-total            | 1           | 0           | 0           | 0               | 0               | 0               | -                 | -                 | -                 | -          | -          | -          | -                              | -                              | -                              | -                              | -              | -              | -              | 1     | 0     | 0     |
| 2017-2018             | Newcastle United (prêt) | PL                    | 13          | 2           | 2           | -               | -               | -               | -                 | -                 | -                 | -          | -          | -          | -                              | -                              | -                              | -                              | -              | -              | -              | 13    | 2     | 2     |
| 2018-2019             | Newcastle United (prêt) | PL                    | 25          | 1           | 1           | 2               | 0               | 0               | 0                 | 0                 | 0                 | -          | -          | -          | -                              | -                              | -                              | -                              | -              | -              | -              | 27    | 1     | 1     |
| Sous-total            | Sous-total              | Sous-total            | 38          | 3           | 3           | 2               | 0               | 0               | 1                 | 0                 | 0                 | -          | -          | -          | -                              | -                              | -                              | -                              | -              | -              | -              | 41    | 3     | 3     |
| 2019-2020             | Getafe CF (prêt)        | Liga                  | 10          | 1           | 2           | 0               | 0               | 0               | -                 | -                 | -                 | -          | -          | -          | C3                             | 6                              | 1                              | 2                              | -              | -              | -              | 16    | 2     | 4     |
| Sous-total            | Sous-total              | Sous-total            | 10          | 1           | 2           | 0               | 0               | 0               | -                 | -                 | -                 | -          | -          | -          | -                              | 6                              | 1                              | 2                              | -              | -              | -              | 16    | 2     | 4     |
| Total sur la carrière | Total sur la carrière   | Total sur la carrière | 95          | 7           | 9           | 10              | 0               | 1               | 6                 | 2                 | 1                 | -          | -          | -          | -                              | 9                              | 1                              | 2                              | 10             | 3              | 0              | 130   | 13    | 13    |

## Palmarès

### Avec Chelsea
- Championnat d'Angleterre (1) :
  - Champion :  2017
- Coupe d'Angleterre :
  - Finaliste : 2017